# دميتري كولاجين
دميتري كولاجين (بالروسية: Кулагин, Дмитрий Андреевич)‏ مواليد 01 يوليو 1992، هو لاعب كرة سلة روسي يلعب مع فريق زينيت سانت بطرسبرغ في دوري اتحاد في تي بي ويحمل الرقم 3. يبلغ طوله 6 قدم 6 بوصة (2.0 م).

## فرق لعب لها
- نيجني نوفغورود (كرة سلة)

## روابط خارجية
- دميتري كولاجين على موقع الاتحاد الدولي لكرة السلة (الإنجليزية)
- دميتري كولاجين على موقع الدوري الأوروبي لكرة السلة (الإنجليزية)
- دميتري كولاجين على موقع كرة السلة الأوروبية.كوم (الإنجليزية)
- دميتري كولاجين على موقع DraftExpress.com (الإنجليزية)
- دميتري كولاجين على موقع ريلجم (الإنجليزية)
- دميتري كولاجين على موقع بروبوليرز (الإنجليزية)
- دميتري كولاجين على موقع سبورتس رفرنس (الإنجليزية)